# Heinrich Totting von Oyta

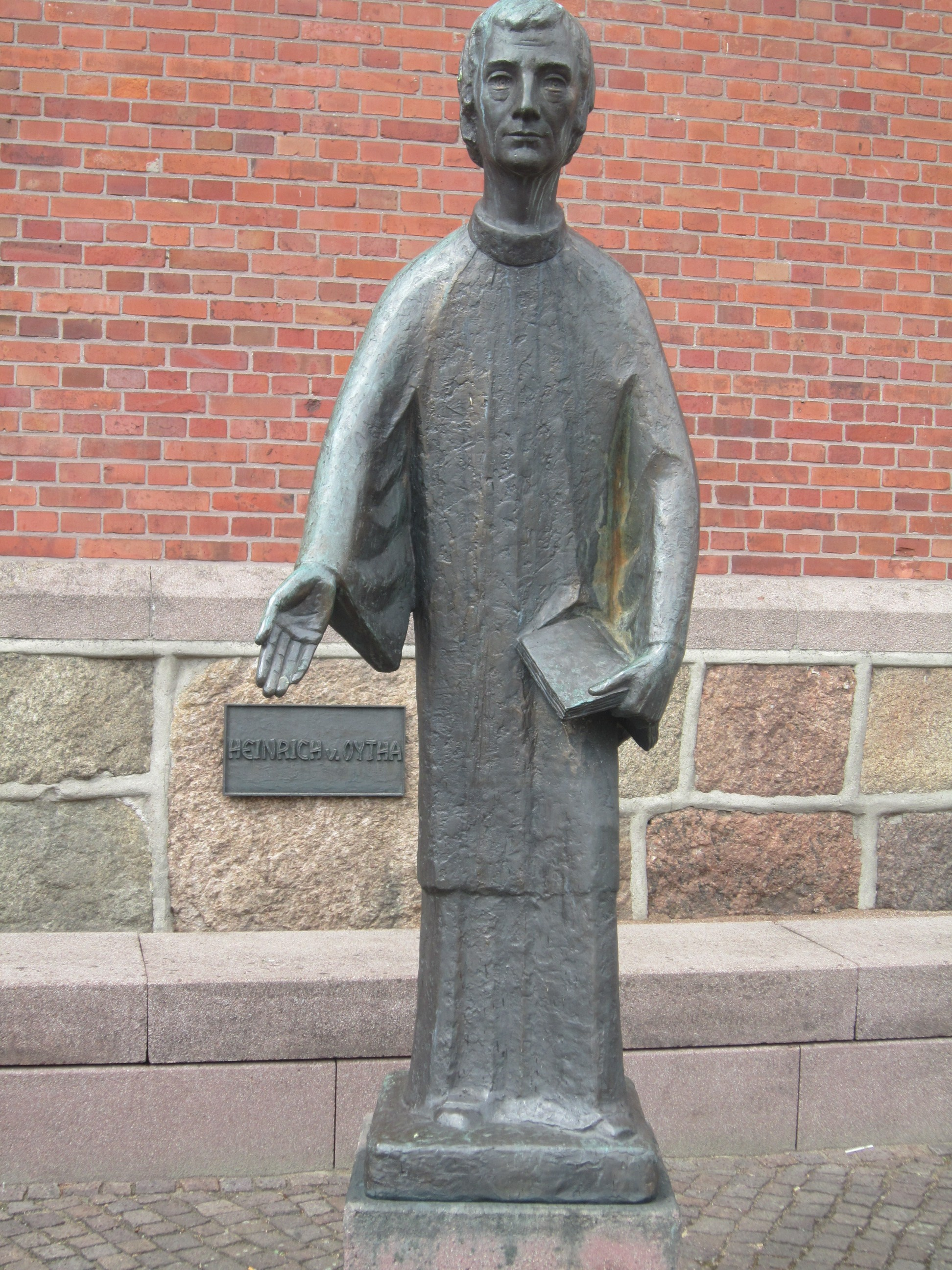
Statue Heinrich Totting von Oytas vor der Marienkirche Friesoythe

Heinrich Totting von Oyta (* ca. 1330 in Altenoythe; † 12. Mai 1397 in Wien) war ein bedeutender Theologe und Philosoph im 14. Jahrhundert.

## Leben und Beruf
Heinrich Totting von Oyta (in der Literatur auch: Henrici de Oyta, Hainricus de Oyta, Hainreichen) studierte in Prag und lehrte zunächst in Prag, Erfurt und Paris. Wie auch Heinrich von Langenstein, der ebenfalls an der Pariser Universität tätig war, konnte Heinrich Totting von Oyta von Herzog Albrecht III. durch seinen Kanzler, Berthold von Wehingen, für die Universität Wien gewonnen werden.
Er gilt als Mitbegründer der Katholisch-Theologischen Fakultät der Universität Wien (gegründet am 21. Februar 1384).
Er starb am 12. Mai 1397 und wurde im Wiener Stephansdom beigesetzt, zunächst im Apostelchor beim Johannesaltar, später wurde seine Grabstelle in die Katharinenkapelle verlegt.
Zu den Schülern von Heinrich Totting von Oyta zählen Konrad III. von Soltau, Johannes Marienwerder und Nikolaus von Dinkelsbühl.